# César Luengo
Cesáreo Carlos Luengo Benedicto (Casatejada, Cáceres, 20 de abril de 1961), conocido deportivamente como César Luengo, es un exfutbolista español, y posteriormente entrenador, que jugaba como centrocampista. Perteneció a la plantilla de Primera División de España del Club Atlético Osasuna.

## Trayectoria como futbolista

### CA Osasuna
Nacido en la actual Avenida de la Soledad de Casatejada, da sus primeras patadas al balón en el campo de fútbol del pueblo vecino, Saucedilla. Al cumplir los cinco años de edad, se muda junto a sus tres hermanos y sus padres a Nájera, donde vivieron hasta 1971, año en el que vuelven a trasladar a su padre por motivos laborales, esta vez a Pamplona. Es en la región navarra donde comienza a destacar, concretamente en el equipo de su colegio, el Claret Larraona. Tras quedar máximo goleador del campeonato intercolegial, llama la atención de los ojeadores del CA Osasuna, por lo que con doce años ingresa en la cantera rojilla.
Después de pasar por las categorías infantiles, cadetes y juveniles, debuta en el fútbol amateur con el Club Atlético Osasuna B al cumplir la mayoría de edad. Realiza una primera gran temporada, consiguiendo el ascenso a Tercera Federación al quedar subcampeón de la Primera División Navarra, a cinco puntos del CD Arnedo. En 1980 juega sus primeros partidos nacionales, siendo titular indiscutible. Disputó treinta y seis partidos y marcó un total de diez goles, finalizando la campaña en mitad de tabla. La temporada siguiente el nivel del equipo aumentó, lo que provocó que únicamente jugara seis partidos, y se quedaran a un solo punto del Club Deportivo Binéfar. A pesar de ello, cuajaron una gran promoción de ascenso, ganando las eliminatorias a la Unión Deportiva Telde y al Club Polideportivo Cacereño, logrando el ascenso a Segunda Federación.
Una vez jugado varios partidos en la categoría de bronce del fútbol español, el 4 de noviembre de 1982, el jugador castejao debutaría en el primer equipo del Club Atlético Osasuna, en un partido de Copa del Rey que se disputó en El Sadar frente al Aurrera Kirol Elkartea. De esta forma se convirtió en el tercer futbolista extremeño en jugar en el equipo pamplonico, tras José Cabañas y Dioni Domínguez. A los pocos días de cumplir su sueño, tendría una importante lesión en la rodilla derecha que le tuvo apartado de los terrenos de juego durante cuatro meses, reapareciendo en los últimos partidos del campeonato liguero, logrando el objetivo, que no era otro que la permanencia. Además consiguió jugar otros dos partidos con el primer equipo, ambos frente al Athletic Club en Copa de la Liga de España.

### UE Lleida
En el verano de 1983 es cedido a la Unió Esportiva Lleida. Firma un gran año, pues jugó 37 partidos y metió 4 goles, los cuales permitieron al equipo colocarse en la parte noble de la clasificación. Al finalizar la temporada, vuelve a su casa. Con el Club Atlético Osasuna B no tiene la suerte que tuvo años antes, se lesionó de los abductores, y descendieron a Tercera Federación, lo que provocó que fichara definitivamente por la Unió Esportiva Lleida. Su segunda temporada en el equipo catalán es notable, a pesar de ser mediocentro, logra meter de nuevo dos goles, acabando la campaña en cuarta posición. La 1986/1987 fue una gran temporada para el futbolista extremeño, jugó 41 partidos de 42 posibles, y se quedaron a únicamente dos puntos del Club Deportivo Tenerife que se proclamó campeón de liga. A pesar de ello consiguieron el ascenso a Segunda División, veinte años después de que los Blaus de la terra ferma militaran por última vez en dicha categoría. 
Debutó en el fútbol profesional el 30 de agosto de 1987, en casa frente al Elche CF. Su primer gol en Segunda División data del 8 de noviembre, frente al Xerez Club Deportivo en el Estadio Domecq. Suscribieron una brillante temporada, logrando un magnífico sexto puesto, a sólo tres puntos de las posiciones de promoción de ascenso a Primera División. Al año siguiente el gol les dio la espalda, lo que provocó que el equipo quedara penúltimo y descendiera.

### CFJ Mollerussa
A mediados de junio de 1989 el Club de Fútbol Joventut Mollerussa se hace con sus servicios. En su primera temporada en el conjunto blanquiazul se proclamó máximo goleador de su equipo tras marcar un total de trece goles, los cuales valieron para colocar al equipo en una buena tercera posición. Las campañas siguientes irían de mal en peor, puesto que en 1991 quedaron décimos y en 1992 penúltimos, descendiendo a Tercera Federación.

### CD Tudelano
Superados los treinta años, decide volver a Navarra para fichar por el Club Deportivo Tudelano. La primera temporada lideró a un equipo de jóvenes futbolistas, alcanzando el objetivo de la salvación en el último encuentro de liga frente al Club de Fútbol Palencia. Su segundo año fue parecido, puesto que de nuevo obtuvieron la permanencia en el último choque liguero, esta vez frente al Utebo Fútbol Club, siendo este el último partido como jugador de César.

## Trayectoria como entrenador

### SD Lagunak
Para comenzar hablando de sus inicios como entrenador debemos retrotaernos a 1987 cuando jugaba en la Unió Esportiva Lleida. Durante su etapa en el conjunto catalán se formó como entrenador y comenzó a entrenar a los juveniles de dicho club hasta 1989, año en que ficha por el CFJ Mollerussa donde su primer año hace lo propio. Tras un parón en los banquillos de tres temporadas, el Club Deportivo Oberena se hace con sus servicios para dirigir el equipo juvenil durante una campaña. Una vez finalizada su carrera como jugador y disfrutar de un año sabático, volvería al equipo pamplonico.
Trece años después de su última experiencia como entrenador, en 2009 el equipo filial femenino de la Sociedad Deportiva Lagunak confía en él para dirigir un bonito proyecto. El 4 de octubre debuta como entrenador de fútbol amateur, lo hace con victoria frente al CD Castejón. Finaliza su primera temporada en la Primera División Navarra, con un notable quinto puesto. Con la experiencia de la campaña anterior, el entrenador cacereño consiguió que las amarillas lograran una excelente segunda posición en la tabla clasificatoria, a sólo cinco puntos del CA Marcilla Aurora. La inclusión de tres equipos más la siguiente temporada, hizo que la competición aumentara considerablemente de nivel, es así que finalizaron la campaña en una meritoria cuarta plaza. Su trabajo durante las tres temporadas, hizo que la directiva de la Sociedad Deportiva Lagunak confiara en él para dirigir al primer equipo en la Primera División Femenina de España, la élite del fútbol nacional. Tras realizar la pretemporada, días antes del inicio de la competición, César Luengo decidió dimitir por motivos personales.

### AD San Juan
En 2013 ficha por la Agrupación Deportiva San Juan como segundo entrenador de Kike Iriarte, en una difícil Primera Federación Femenina, la segunda categoría de fútbol femenino a nivel nacional. Finalizaron la temporada en undécima posición, marcando la permanencia, cinco puntos sobre el Barakaldo Club de Fútbol.

### CF Ardoi
El 28 de agosto de 2014 se presentó el proyecto para la primera temporada del Club Deportivo Ardoi en Primera Federación. El entrenador extremeño fue el elegido para dirigir al conjunto zizurtarra. Debutó como primer entrenador en categoría nacional el 14 de septiembre, en el primer encuentro liguero ante la Unión Deportiva Aragonesa. Finalizó la campaña en undécima posición, logrando el objetivo de la permanencia.
Comenzó su segundo año al frente del Club Deportivo Ardoi con la intención de asentar al equipo en la categoría. No sólo lo consiguió, sino que logró una muy buena sexta posición en la tabla, lo que rápidamente se tradujo en la renovación de su contrato. En el verano de 2016, el club decidió rejuvenecer la plantilla, cediendo a sus jugadoras más destacadas al recién creado Club Deportivo Fundación Osasuna Femenino, lo que provocó que el equipo se debilitara en todas las líneas y perdiera los siete primeros partidos de liga, teniendo como resultado la dimisión de César Luengo a finales de octubre, tras no poder soportar la presión generada. Es así como finalizó la carrera del entrenador cacereño.

## Clubes

### Como jugador
| Club           | País   | Temporada   |
| -------------- | ------ | ----------- |
| CA Osasuna B   | España | 1979 - 1982 |
| CA Osasuna     | España | 1982 - 1983 |
| UE Lleida      | España | 1983 - 1984 |
| CA Osasuna B   | España | 1984 - 1985 |
| UE Lleida      | España | 1985 - 1989 |
| CFJ Mollerussa | España | 1989 - 1992 |
| CD Tudelano    | España | 1992 - 1994 |

### Como entrenador
| Club         | País   | Temporada   |
| ------------ | ------ | ----------- |
| SD Lagunak B | España | 2009 - 2012 |
| SD Lagunak   | España | 2012 - 2013 |
| AD San Juan  | España | 2013 - 2014 |
| CF Ardoi     | España | 2014 - 2016 |